# Gorenje Ponikve
Gorenje Ponikve est un petit village situé dans la municipalité de Trebnje (en) dans l'Est de la Slovénie.

## Démographie
En 2020, la population était de 114 habitants.